# Thợ may hoàng gia
Thợ may hoàng gia (tiếng Hàn: 상의원; Romaja: Sanguiwon) là phim điện ảnh Hàn Quốc 2014 của đạo diễn Lee Won-suk, với sự tham gia của Han Suk-kyu, Go Soo, Park Shin-hye và Yoo Yeon-seok.

## Phân vai
- Han Suk-kyu vai Jo Dol-seok
- Go Soo vai Lee Gong-jin[7]
- Park Shin-hye vai hoàng hậu[8][9]
- Yoo Yeon-seok vai vua
- Ma Dong-seok vai Pan-soo
- Shin So-yul vai Wol-hyang
- Lee Yu-bi vai Royal concubine Soui
- Jo Dal-hwan vai Dae-gil
- Bae Sung-woo vai Je-jo
- Park So-dam
- Jo Hyeon-do vai young Dol-seok
- Heo Sung-tae vai Officer Jong
- Kim Jae-hwa vai Ji-mil
- Kim Seo-hyun vai Dae-jeon
- Woo Do-im vai Hong-ok
- Lee Do-yeon vai Court lady Hong
- Yang Eun-yong vai vợ của Nobleman
- Kang Ji-won vai Madam Kim
- Kim Hye-hwa vai Madam Lee
- Choi Hee-jin vai Madam Park
- Park Yeong-gyu vai Ssang-dung-i yangban
- Park Gun-hyung vai Chwui-hyang-ru yangban
- Park Byung-eun

## Giải thưởng và đề cử
| Năm  | Giải                              | Thể loại                         | Người nhận        | Kết quả   |
| ---- | --------------------------------- | -------------------------------- | ----------------- | --------- |
| 2015 | 17th Udine Far East Film Festival | Audience Award - Second Place    | Thợ may hoàng gia | Đoạt giải |
| 2015 | 17th Udine Far East Film Festival | My Movie Audience Award          | Thợ may hoàng gia | Đoạt giải |
| 2015 | 51st Baeksang Arts Awards         | Best Supporting Actor (Phim ảnh) | Yoo Yeon-seok     | Đề cử     |
| 2015 | 51st Baeksang Arts Awards         | Most Popular Actress (Phim ảnh)  | Park Shin-hye     | Đoạt giải |